# Super Bowl XLIX
Super Bowl XLIX var den 49:e upplagan av Super Bowl som spelats sedan 1967. Matchen spelades mellan de regerande mästarna Seattle Seahawks och New England Patriots den 1 februari 2015 på University of Phoenix Stadium i Glendale i Arizona. New England Patriots vann matchen med 28-24 och säkrade därmed lagets fjärde Super Bowl-vinst och sin första på 10 år. Patriots Tom Brady utsågs till matchen MVP (mest värdefulle spelare).

## Vägen till Super Bowl XLIX
Både Patriots och Seahawks var seedade som nummer ett i respektive konferens och stod därmed över den första slutspelsrundan. Patriots besegrade först Baltimore Ravens med 35-31 i divisionsmatchen och sedan Indianapolis Colts i konferensmatchen med 45-7. Seahawks besegrade först Carolina Panthers med 31-17 i divisionsmatchen och sedan Green Bay Packers i konferensmatchen med 28-22. Super Bowl-matchen fick i upptakten smeknamnet "Hate Bowl" eftersom båda lagen varit inblandade i kontroverser och har svagt stöd utanför egna fanskaran. Seahawks har uppmärksammats för provocerande målgester och uttalanden. Patriots anklagades för fusk i Deflategate, ungefär Punkteringsaffären, det vill säga att de skulle ha släppt ut luft ur bollarna för att få bättre grepp i matchen mot Indianapolis Colts. Efter Super Bowl XLIX fälldes Patriots quarterback Tom Brady för inblandning och stängdes av fyra matcher i därpå följande säsong.

## Matchen

### Första halvlek
Matchens första stora spel skedde när Tom Brady kastade en interception till Seahawks Jeremy Lane på Seahawks mållinje, Lane kom sedan att under samma spel skada sin arm tillräckligt illa så att han inte kunde slutföra matchen. Trots detta var det ändå Patriots som tog ledningen drygt 5 minuter in i den andra quartern när Brady passade 11 yards till Brandon Lafell. 7 minuter senare sprang Marshawn Lynch in kvitteringen för Seahawks med en 3 yard lång löpning. Med endast 31 sekunder kvar av första halvleken såg Patriots ut att gå till halvtid med en ledning då Brady passade Rob Gronkowski för en touchdown vilket gav ställningen 14-7, men med 2 sekunder kvar fångade Chris Matthews en 11 yard lång passning från Russell Wilson vilket gjorde att ställningen var 14-14 i halvtid.

### Andra halvlek
I andra halvlek inledde Seahawks bäst med ett field goal på 27 yards från Steven Hauschka och en 3 yard lång touchdownpassning från Wilson till Doug Baldwin. Ställningen inför den fjärde och sista quartern var 24-14 i Seahawks fördel. Med 8 minuter kvar av matchen passade Brady 4 yards till Danny Amendola till en touchdown vilket minskade poängdifferensen till 24-21. Med endast 2 minuter kvar gick Patriots återigen upp i ledningen med 28-24 då Brady passade 3 yards till Julian Edelman för en touchdown. Seahawks fick chansen att ta tillbaka ledningen men endast 1 yard från mållinjen och med 20 sekunder kvar på klockan kastade Wilson en interception till Patriots Malcolm Butler vilket i princip betydde att matchen var avgjord. I slutsekunderna utbröt ett mindre bråk när Seahawks  Bruce Irvin började bråka med spelare i Patriots. Eftersom domarna ansåg att Irvin startat det hela blev han utvisad från matchen

### Efter matchen
Efter matchen utsågs Tom Brady till matchens MVP (mest värdefulla spelare) vilket var tredje gången han utsetts till det i Super Bowl-sammanhang. Totalt passade Brady 50 gånger varav 37 lyckades för totalt 328 yards. 4 av passningarna resulterade i touchdowns och 2 gånger var resultatet en interception. Noterbart är att Patriots endast sprang bollen för totalt 57 yards samtidigt som Seahawks runningback Marshawn Lynch själv sprang för 102 yards. Flest receivingyards hade både Edelman i Patriots och Matthews i Seahawks som båda nådde upp i 109 yards vardera.
Patriots inledde bäst men efter första halvleken var ställningen 14-14. I den tredje quartern tog Seahawks en tiopoängsledning som Patriots lyckades ta sig ikapp och förbi i slutet av matchen. Med 20 sekunder kvar av matchen kastade Seahawks quarterback Russell Wilson en interception på Patriots 1-yardlinje vilket innebar att matchen i praktiken var avgjord.

## Sändning

### TV

#### USA
Super Bowl XLIX sändes av NBC i USA, med kommentarer av Al Michaels och Cris Collinsworth.

##### Reklam
NBC har sålde 30 sekunders reklamtid för 4,5 miljoner USD.

### Radio
Matchen sändes på Westwood One radio i USA med Kevin Harlan som kommentator och Boomer Esiason som bisittare.

### Digitalt
NBC sände matchen live på nbcsports.com.

## Underhållning

### Före matchen
Idina Menzel framförde den amerikanska nationalsången, och John Legend sjöng America the Beautiful.

### Halvtidsunderhållning
Sångerskan Katy Perry uppträdde i halvtidsunderhållningen med gästspel av Lenny Kravitz och Missy Elliot.

## Startspelare
| New England Patriots | Position | Position | Seattle Seahawks |
| Anfall               | Anfall   | Anfall   | Anfall           |
| -------------------- | -------- | -------- | ---------------- |
| Brandon LaFell       | WR       | WR       | Doug Baldwin     |
| Nate Solder          | LT       | LT       | Russell Okung    |
| Dan Connolly         | LG       | LG       | James Carpenter  |
| Bryan Stork          | C        | C        | Max Unger        |
| Ryan Wendell         | RG       | RG       | J.R. Sweezy      |
| Sebastian Vollmer    | RT       | RT       | Justin Britt     |
| Rob Gronkowski       | TE       | TE       | Luke Willson     |
| Julian Edelman       | WR       | WR       | Jermaine Kearse  |
| Tom Brady            | QB       | QB       | Russell Wilson   |
| Michael Hoomanawanui | TE       | WR       | Ricardo Lockette |
| Shane Vereen         | RB       | RB       | Marshawn Lynch   |
| Försvar              |          |          |                  |
| Rob Ninkovich        | LE       | LDE      | Michael Bennett  |
| Vince Wilfork        | DT       | LDT      | Tony McDaniel    |
| Sealver Siliga       | DT       | RDT      | Kevin Williams   |
| Chandler Jones       | RE       | RDE      | Cliff Avril      |
| Jamie Collins        | LB       | OLB      | Bruce Irvin      |
| Dont'a Hightower     | LB       | MLB      | Bobby Wagner     |
| Kyle Arrington       | DB       | OLB      | K.J. Wright      |
| Darrelle Revis       | LCB      | LCB      | Richard Sherman  |
| Brandon Browner      | RCB      | RCB      | Byron Maxwell    |
| Patrick Chung        | SS       | SS       | Kam Chancellor   |
| Devin McCourty       | FS       | FS       | Earl Thomas      |
| Källa                |          |          |                  |

## Funktionärer
Funktionärerna för Super Bowl XLIX var: Nummer i parentes är nummer på tröjan.
- Huvuddomare – Bill Vinovich (52)
- Umpire – Bill Schuster (129)
- Huvudlinjedomare – Dana McKenzie (8)
- Linjedomare – Mark Perlman (9)
- Fältdomare – Bob Waggoner (25)
- Sidodomare – Tom Hill (97)
- Bakdomare – Terrence Miles (111)
- Reprisdomare – Mike Wimmer
- Reprisassistent – Terry Poulos